# Palacio Rinaldi (Montevideo)
El Palacio Rinaldi está ubicado en el barrio Centro de la ciudad de Montevideo (Uruguay), en la Avenida 18 de Julio, en la esquina de la Plaza Independencia.
Está catalogado como Bien de Interés Municipal desde 1997.
Actualmente es utilizado para viviendas y comercios.

## Galería

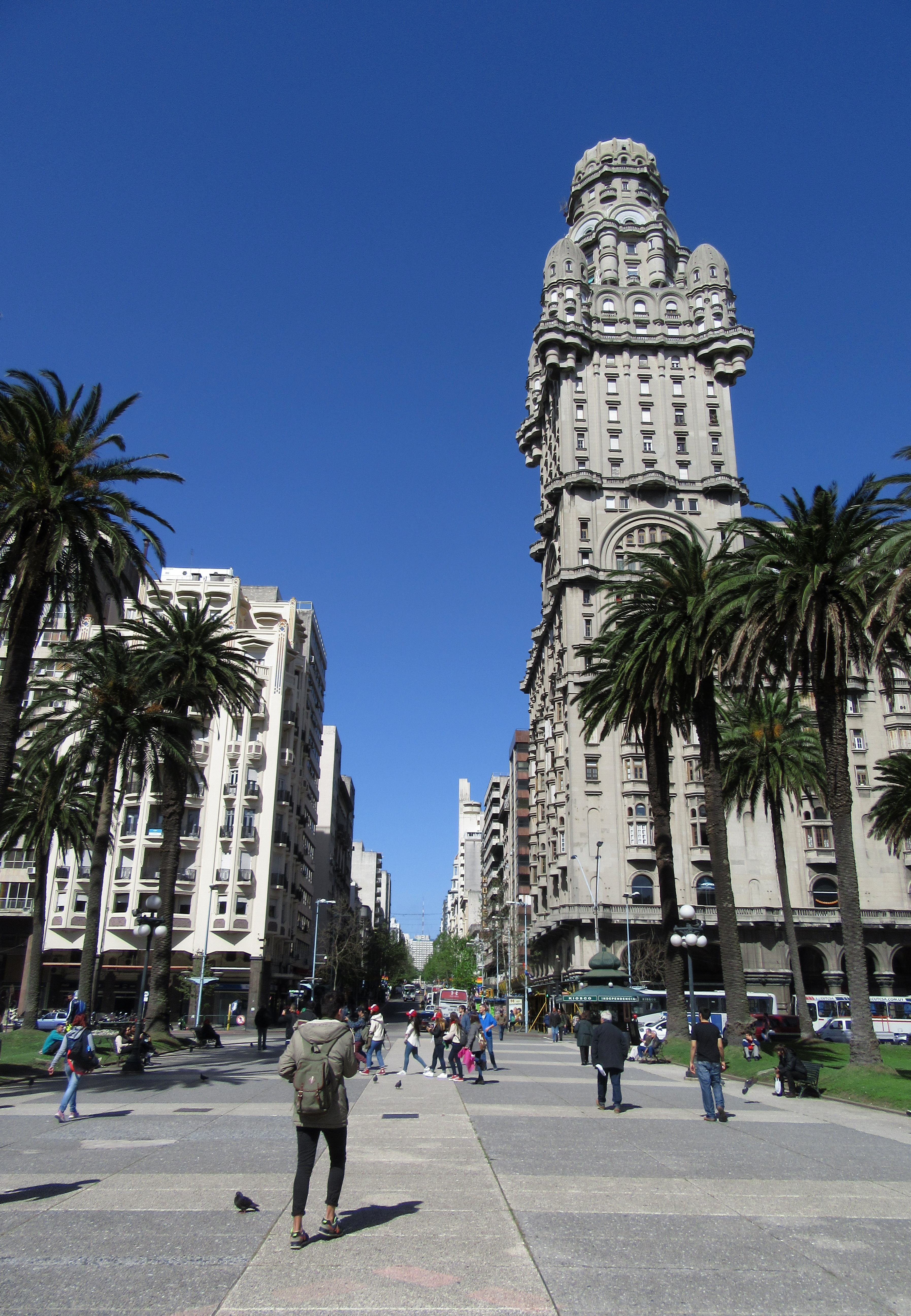
Junto al Palacio Salvo
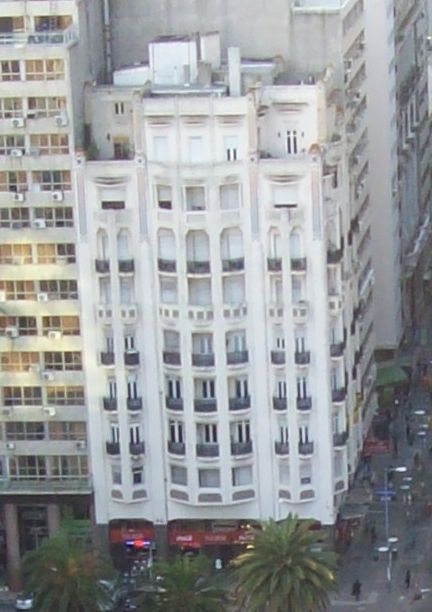
Desde el Edificio Ciudadela
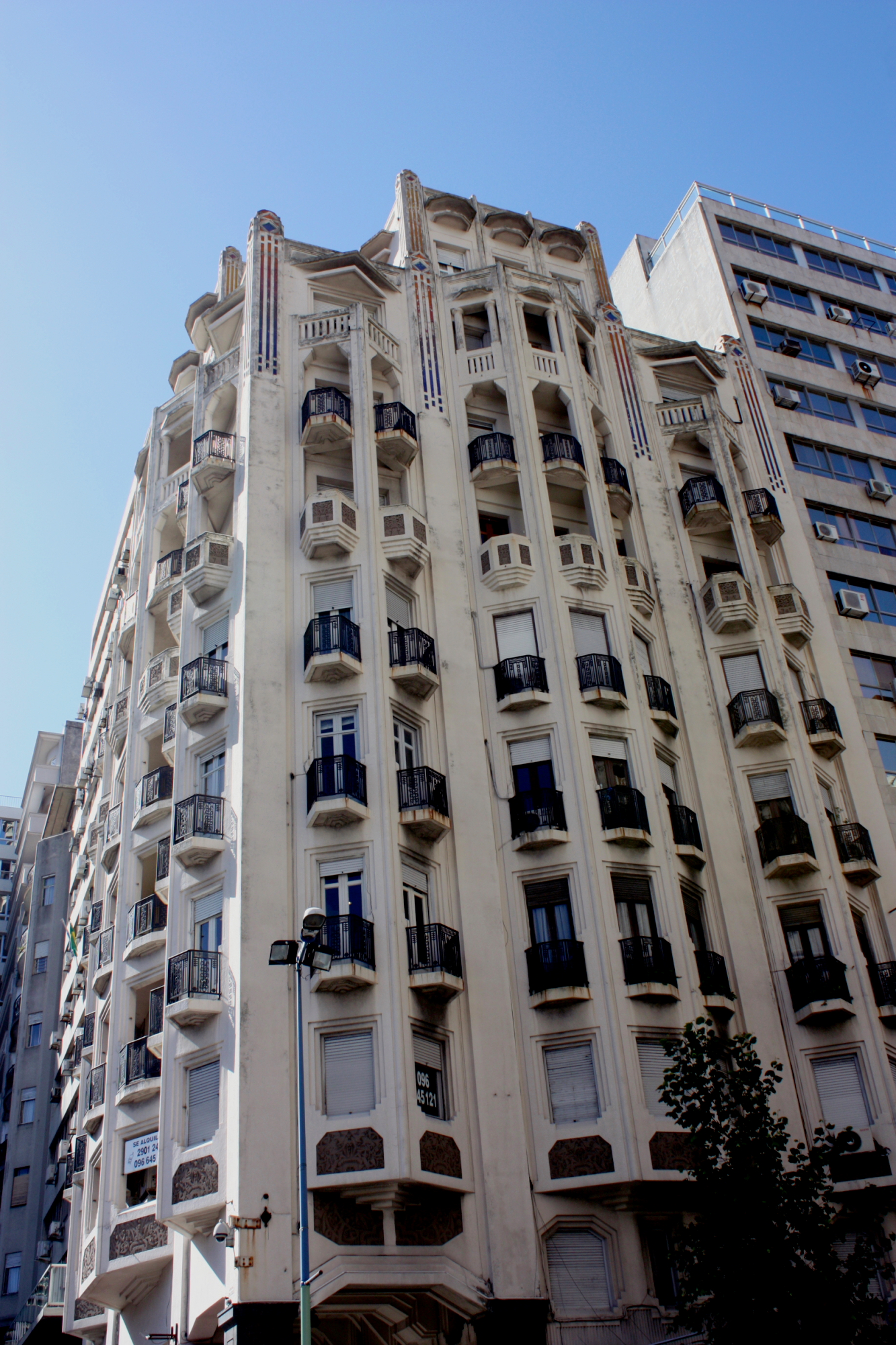
Desde la la Avenida 18 de Julio
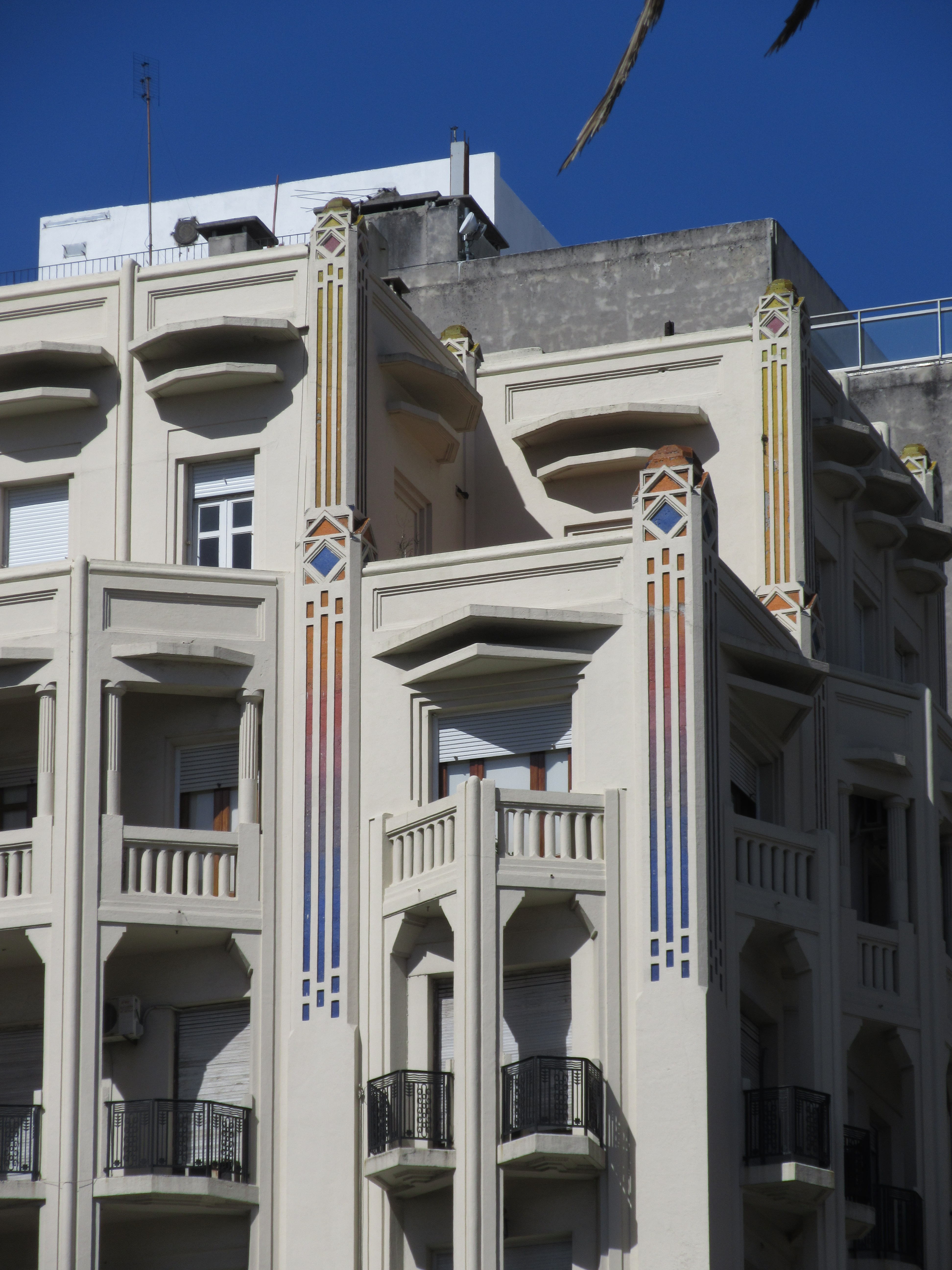
Detalles art déco de la fachada